# Zakład Projektowo-Montażowy Przemysłu Węglowego
Zakład Projektowo-Montażowy Przemysłu Węglowego – jednostka organizacyjna Ministerstwa Górnictwa i Energetyki, powołana w celu wykonywania robót montażowych, związanych z budową zakładów i urządzeń przemysłu węglowego oraz związanych z nim zakładów przetwórczych i pomocniczych.

## Powołanie Zakładu
Na podstawie zarządzenia Ministra Przemysłu i Handlu z 1948 r. wydane w porozumieniu z Ministrem Skarbu i Prezesem Centralnego Urzędu Planowania o utworzeniu przedsiębiorstwa państwowego pod nazwą "Zakłady Projektowo-Montażowe Przemysłu Węglowego" ustanowiono Zakłady. W 1949 r. zarządzeniem Ministra Górnictwa i Energetyki z 1949 r. w sprawie zmiany zarządzenia Ministra Przemysłu i Handlu o utworzeniu przedsiębiorstwa państwowego pod nazwą: "Zakłady Projektowo-Montażowe Przemysłu Węglowego" Zakład przeszedł pod nadzór Ministra Górnictwa i Energetyki. Zarządzenie pozostaje w ścisłym związku z dekretem z 1947 r. o tworzeniu przedsiębiorstw państwowych.  
Zakład podlegał nadzorowi Centralnego Zarządu Budownictwa Węglowego, zaś zwierzchni nadzór państwowy nad Zakładem sprawował Minister Górnictwa i Energetyki.

## Utworzenie Zakładu
Zakład Projektowo-Montażowy Przemysłu Węglowego utworzono najpierw na podstawie zarządzenia Ministra Przemysłu z 1945 r. (Nr. 24/B/D/45) w drodze okólnika Generalnego Dyrektora Centralnego Zarządu Przemysłu Węglowego  1945 r. pod nazwą "Zjednoczenie Biur Projektowo-Montażowych dla Górnictwa". Od 1948 r. Zakład działał w ramach narodowych planów gospodarczych oraz według zasad gospodarki handlowej.   

## Przedmiot działalności Zakładu
Przedmiotem działalności Zakładu było wykonywanie robót montażowych, związanych z budową nowych oraz rozbudową i rekonstrukcją istniejących zakładów i urządzeń przemysłu węglowego i związanych z nim zakładów przetwórczych i pomocniczych.

## Rada Nadzoru Społecznego
Przy przedsiębiorstwie powołana była Rada Nadzoru Społecznego, której zakres działania, sposób powoływania i odwoływania jej członków, organizację i sposób wykonywania powierzonych czynności określi rozporządzenie Rady Ministrów.
Rada Nadzoru Społecznego miała charakter niezależnego organu nadzorczego, kontrolnego oraz opiniodawczego, podlegającego w swej działalności nadzorowi Prezydium Krajowej Rady Narodowej.

## Organ zarządzający Zakładem
Organem zarządzającym Zakładu była dyrekcja, powoływana i zwalniana przez Ministra Górnictwa i Energetyki i składająca się z dyrektora naczelnego, reprezentującego dyrekcję samodzielnie, oraz z podległych dyrektorowi naczelnemu dwóch dyrektorów.
Do ważności zobowiązań zaciąganych przez przedsiębiorstwo wymagane było współdziałanie, zgodnie z uprawnieniami, przewidzianymi w statucie:
- dwóch członków dyrekcji łącznie,
- jednego członka dyrekcji łącznie z pełnomocnikiem handlowym w granicach jego pełnomocnictwa,
- dwóch pełnomocników handlowych łącznie w granicach ich pełnomocnictw.